# 波音大廈
波音大廈（Boeing Building），全名為波音國際總部（Boeing International Headquarters），為一棟36層摩天大樓，位於芝加哥近西區，目前為波音公司總部。波音大廈早期名為莫頓國際大廈（Morton International Building），並且一開始是莫頓鹽業公司總部，2001年波音公司將總部從西雅圖搬至芝加哥後，才改為現名。

## 外部連結
- . Boeing. （原始内容存档于2020-11-19） （英语）.